# 君の笑顔より美しい花を知らない
「君の笑顔より美しい花を知らない」（きみのえがおよりうつくしいはなをしらない）は、ZIGGYの22枚目のシングル。2018年4月25日にSPACE SHOWER MUSICより発売。

## 概要
- シングル2か月連続リリースの第2弾。ZIGGYでは稀なラブソングとなっている。
- CDとDVDの2枚組になっており、付属のDVDにはYouTubeにて公開されている『ZIGGY森重樹一の11の挑戦』のダイジェスト映像や、新規撮り下ろしの特別篇を収録。
- 『バナナマンのバナナムーンGOLD』に出演した際、「GLORIA」と「君の笑顔より美しい花を知らない」のサビ部分を弾き語りで演奏した。

## 収録曲
| #         | タイトル                                   | 作詞      | 作曲      | 時間  |
| --------- | ------------------------------------------ | --------- | --------- | ----- |
| 1.        | 「君の笑顔より美しい花を知らない」         | 森重樹一  | 森重樹一  | 6:34  |
| 2.        | 「最後の声が途切れるまで」                 | 森重樹一  | 森重樹一  | 4:58  |
| 3.        | 「君の笑顔より美しい花を知らない (Inst.)」 |           |           | 6:34  |
| 4.        | 「最後の声が途切れるまで (Inst.)」         |           |           | 4:57  |
| 合計時間: | 合計時間:                                  | 合計時間: | 合計時間: | 23:03 |